# Zaměstnávání osob se zdravotním postižením
Zaměstnávání osob se zdravotním postižením (ZOZP) a jeho podpora je jednou z forem státní podpory návratu zdravotně postižených osob do společenského života. Zaměstnávání osob se zdravotním postižením v České republice je řešeno § 67–84 zákona o zaměstnanosti, který osoby zdravotně postižené vymezuje jako invalidní (3 stupně) nebo jako zdravotně znevýhodněné. Zákon dále vyjmenovává povinnosti a práva všech subjektů, které se na ZOZP podílejí.

## Úřad práce
Úřad práce (ÚP) je povinen mj. vést evidenci zdravotně postižených a vyčleňovat z ní osoby vhodné pro zaměstnávání. Dále je ÚP povinen zajišťovat pracovní rehabilitaci.

## Agentura práce
Agentura práce se zaměřením na zprostředkování zaměstnání pro OZP je vhodným partnerem pro uchazeče o zaměstnání a na druhé straně pro zaměstnavatele. AP dokáže rychle a operativně pozitivně vyhodnotit, které pracovní místo je vhodné pro OZP, pro jaký stupeň a druh nemoci. Na základě této znalosti pružně vyhledá vhodného zaměstnance.

## Zaměstnavatel
Zaměstnavatelé s více než 25 zaměstnanci jsou povinni zaměstnávat osoby se zdravotním postižením ve výši povinného podílu těchto osob na celkovém počtu zaměstnanců zaměstnavatele. Povinný podíl činí 4 %. § 81 novelizovaného zákona o zaměstnanosti č. 435/2004 Sb. platí pro všechny podnikatele a zaměstnavatele s více než 25 zaměstnanci, a to i pro instituce, které jsou organizační složkou státu.
Tato povinnost může být nahrazena:
- odebíráním výrobků či služby od zaměstnavatelů s více než 50 % zaměstnanci se zdravotním postižením (náhradní plnění [2]), a to ve výši aspoň sedminásobku průměrné mzdy za každou nezaměstnanou OZP,[3]
- zadáváním zakázek těmto subjektům či odvodem do státního rozpočtu 2,5 průměrné mzdy za každou nezaměstnanou OZP (možnost odvodu do státního rozpočtu je odepřena organizačním složkám státu či zaměstnavatelů státem zřízeným).

Zákon dále zavádí zákonnou povinnost pro zaměstnavatele spolupracovat s ÚP a vést evidenci zdravotně postižených, které zaměstnává, a pracovních míst vhodných pro zdravotně postižené.
K právům zaměstnavatele patří požadovat po ÚP poradenství pro ZOZP a součinnost při vyhledávání vhodných osob. Při splnění zákonných požadavků má zaměstnavatel právo na získání finančního příspěvku ze státního rozpočtu či úhradu nákladů. Mezi tyto zákonné požadavky mj. patří vytvoření chráněných pracovních míst a absence nedoplatků na daních a pojistném, z čehož může MPSV ve výjimečných případech udělit výjimku. Zaměstnavateli, který zaměstnává více než 50 % osob se zdravotním postižením z celkového počtu svých zaměstnanců, může být přiznán příspěvek na podporu ZOZP. 50% podíl může být snížen zaměstnáváním těžce tělesně postižených. Za ZOZP dále zaměstnavateli přísluší sleva na daních 18 až 60 tisíc Kč, při podílu tělesně postižených 50 % ze všech zaměstnanců firmy může sleva na daních činit až 50 %.
V případě porušení podmínek může ÚP vyměřit zaměstnavateli pokutu až do výše jednoho milionu korun.